# رابین هود ۱۸۹۳۲
سیارک ۱۸۹۳۲ (به انگلیسی: 18932 Robinhood، نامگذاری:2000QH35) هجده هزار و نهصد و سی و دومین سیارک کشف شده‌است که در ۲۸ اوت ۲۰۰۰ کشف شد.
قدر مطلق سیارک برابر ۱۵٫۲۰ است.